# Claude Zidi
Claude Zidi, född 25 juli 1934 i Paris, Frankrike, är en fransk filmregissör och manusförfattare.

## Filmografi

### Filmregissör
I urval:
- 1971 : Les Bidasses en folie
- 1972 : Les Fous du stade
- 1973 : Kalabalik i varuhuset
- 1974 : Galen till tusen!
- 1974 : Les Bidasses s'en vont en guerre
- 1975 : Det brinner i knutarna
- 1976 : En fluga i soppan
- 1977 : Har du sett på fan
- 1978 : Den stora fabriken
- 1979 : Bête mais discipliné
- 1980 : Dumskallarna
- 1980 : Inspecteur la Bavure
- 1982 : Les Sous-doués en vacances
- 1983 : Banzaï
- 1984 : Muta & kör!
- 1985 : Les Rois du gag
- 1987 : Association de malfaiteurs
- 1988 : Deux
- 1989 : Muta & kör 2
- 1991 : La Totale !
- 1993 : Profil bas
- 1997 : Arlette
- 1999 : Asterix & Obelix möter Caesar
- 2003 : Muta & kör 3

### Manusförfattare
- 1970 : La Grande Java av Philippe Clair
- 1990 : Promotion canapé av Didier Kaminka
- 1995 : Ma femme me quitte av Didier Kaminka

## Priser och utmärkelser
- Césarpriset 1985 : Bästa Filmregissör för filmen Muta & kör
- Césarpriset 1985 : Bästa Film för filmen Muta & kör
- Césarpriset 1985 : Nominering för Bästa Originalmanus för filmen Muta & kör